# Michael Bradley (basket-ball)
Pour les articles homonymes, voir Michael Bradley et Bradley.
Michael Bradley, né le 18 avril 1979 à Worcester (Massachusetts), aux États-Unis, est un joueur américain de basket-ball. Il évolue aux postes d'ailier fort et de pivot.